# Siegfrid König
Siegfrid König, avstrijski podjetnik, * (?), † 1933, Mestinje.
Na Slovenskem je znan je kot lastnik gozdov, parne žage in podjetja za predelavo lesa  v Loki pri Žusmu in Mestinjah
König je v okolici Loke kupil gozdove in postavil  obrat za predelavo lesa. V tovarni so izdelovali predvsem kopita, stole, ležalnike in napenjalnike za čevlje. Ker je tovarna potrebovala večje količine rezanega lesa je ob tovarni postavil še parno žago. Za dovoz lesa do žage so iz okoliških gozdov do Loke zgradili gozdno železnico. Ker je bila proizvodnja žage večja, so presežke vozili do železniške postaje v Mestinju. Stroški prevoza pa so bili previsoki, zato je König zabredel v dolgove. Da bi jih znižal, je tovarno in žago preselil v Mestinje. Tu je s še dvema družbenikoma ustanovil delniško družbo. König je zaradi sladkorne bolezni 1933 v Mestinju umrl. Podjetje so prevzeli njegova sinova Karel in Franc ter Königova vdova. Delavci iz Loke, ki so prej delali doma so tako morali na delo v Mestinje. Vsako jutro so do Mestinj pešačili. Od doma so odhajali že ob dveh zjutraj, da so prišli do šestih na delo.
Z začetkom druge sveetovne vojne so Nemci Königove izselili na Hrvaško, od koder se niso več vrnili. Podjetje je propadlo. Po vojni so stroje razrezali za staro železo in tovarno podrli, žaga v Mestinju pa je delala še naprej in posodobljena obratuje še danes (Rogaška les Mestinje).